# Bílina (rivière)
La Bílina (ou Biela en allemand) est une rivière et un affluent en rive gauche de l'Elbe, dans le nord de la Bohême (donc en République tchèque).

## Géographie
Elle prend sa source dans les monts Métallifères de la Moyenne-Bohême, à 2 kilomètres à l'ouest de la localité de Zákoutí. En s'écoulant vers le nord-est, elle arrose les villes de Jirkov (Görkau), de Most (Brüx), de Bílina (Bilin) et de Trmice (Türmitz), avant de se jeter dans l’Elbe à Ústí nad Labem, au terme d'un parcours de 49 km[réf. nécessaire]. Son débit est régulé par les barrages de Jirkov et d’Újezd.
La vallée de la Bilina est entrecoupée d'importants gisements de lignite, dont l'exploitation a entraîné la disparition de plusieurs villages. La ville médiévale de Most elle-même a succombé aux exigences de l'exploitation minière : la ville actuelle n'en est qu'une ébauche grossière. La vallée est empruntée par deux lignes ferroviaires : celles d’Ústí nad Labem–Chomutov et celle de Trmice–Bílina
La Bílina irrigue aujourd'hui une plaine désolée, grêlée de vestiges d'usines et de puits abandonnés. Elle est busée pour franchir la trouée d’Ervěnice.

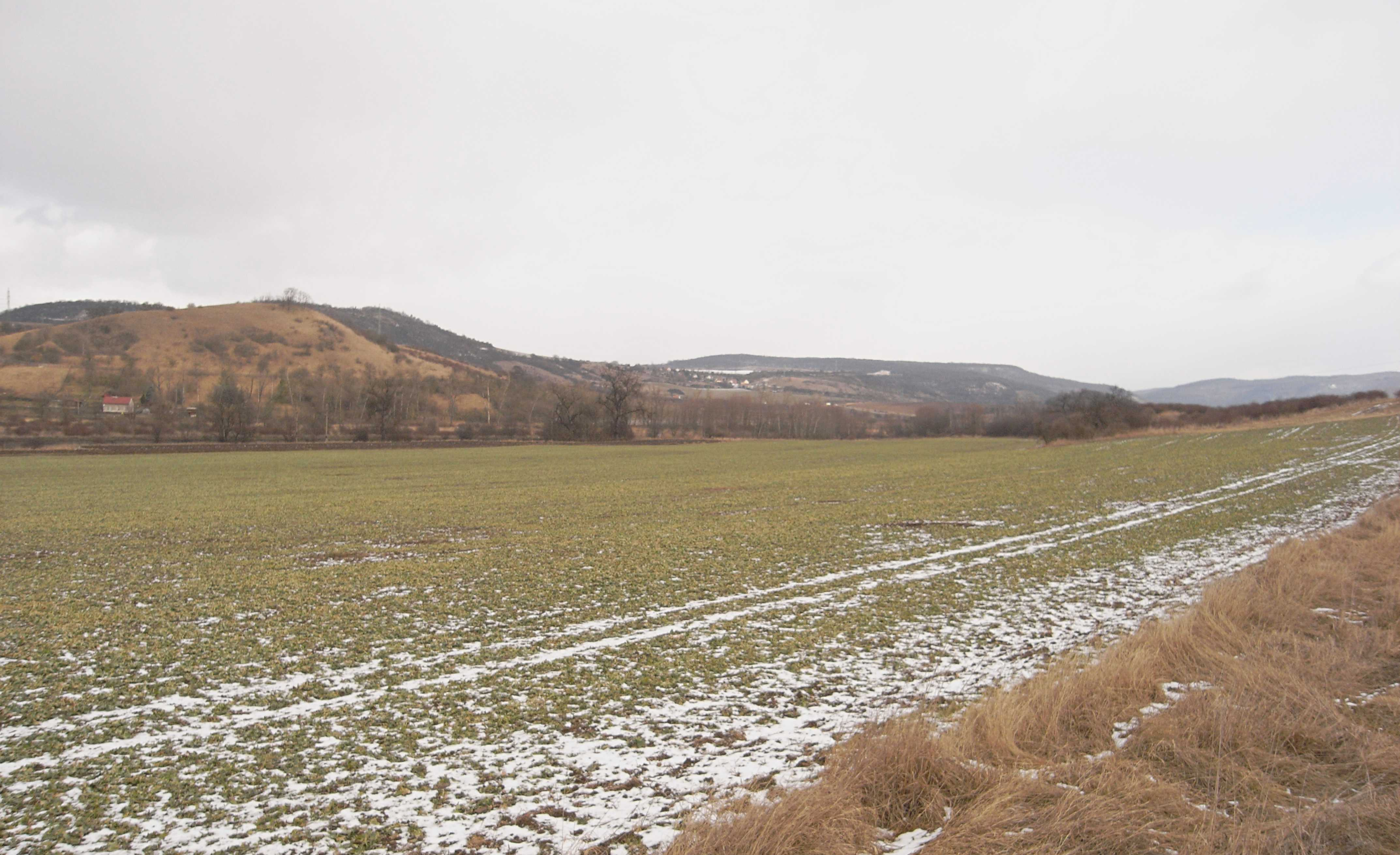
La vallée de la Bílina entre Řehlovice et Rtyně nad Bílinou.

## Curiosités touristiques
- Le « Camp du Roi », où Přemysl le laboureur fut proclamé roi.
- La fontaine royale de Stadice
- La maison natale de Přemysl le laboureur à Stadice